# Clorotolueno
El término clorotolueno hace referencia a cualquiera de tres compuestos químicos isoméricos: orto-clorotolueno, meta-clorotolueno, y para-clorotolueno.

## Propiedades químicas
Estos isómeros se diferencian en la ubicación del cloro, pero poseen la misma fórmula química. Todos poseen puntos de ebullición similares, aunque el p-clorotolueno posee un punto de fusión mucho más alto a causa de su estructura cristalina muy compacta.
| Isómeros de clorotolueno | Isómeros de clorotolueno                                            | Isómeros de clorotolueno                                            | Isómeros de clorotolueno                                            |                                                                     |
| General                  | General                                                             | General                                                             | General                                                             |                                                                     |
| ------------------------ | ------------------------------------------------------------------- | ------------------------------------------------------------------- | ------------------------------------------------------------------- | ------------------------------------------------------------------- |
| Nombre común             | o-clorotolueno                                                      | m-clorotolueno                                                      | p-clorotolueno                                                      |                                                                     |
| Estructura               |                                                                     |                                                                     |                                                                     |                                                                     |
| Nombre sistemático       | 1-cloro-2-metilbenceno                                              | 1-cloro-3-metilbenceno                                              | 1-cloro-4-metilbenceno                                              |                                                                     |
| Fórmula molecular        | C7H7Cl (C6H4ClCH3)                                                  | C7H7Cl (C6H4ClCH3)                                                  | C7H7Cl (C6H4ClCH3)                                                  |                                                                     |
| Masa molar               | 126.586 g/mol                                                       | 126.586 g/mol                                                       | 126.586 g/mol                                                       | 126.586 g/mol                                                       |
| Aspecto                  | líquido claro incoloro                                              | líquido claro incoloro                                              | líquido claro incoloro                                              |                                                                     |
| Número CAS               | [95-49-8]                                                           | [108-41-8]                                                          | [106-43-4]                                                          |                                                                     |
| Propiedades              |                                                                     |                                                                     |                                                                     |                                                                     |
| Densidad y fase          | 1.073 g/mL, líquido                                                 | 1.072 g/mL, líquido                                                 | 1.069 g/mL, líquido                                                 |                                                                     |
| Solubilidad en agua      | prácticamente insoluble                                             | prácticamente insoluble                                             | prácticamente insoluble                                             |                                                                     |
| Otras solubilidades      | Soluble en solventes no-polares tales como hidrocarburos aromáticos | Soluble en solventes no-polares tales como hidrocarburos aromáticos | Soluble en solventes no-polares tales como hidrocarburos aromáticos | Soluble en solventes no-polares tales como hidrocarburos aromáticos |
| Punto de fusión          | −35 °C (238 K)                                                      | −47 °C (226 K)                                                      | 7 °C (280 K)                                                        |                                                                     |
| Punto de ebullición      | 159 °C (432 K)                                                      | 162 °C (435 K)                                                      | 162 °C (435 K)                                                      |                                                                     |

Cloruro de bencilo consiste de tolueno con una substitución de cloro en el grupo metilo, pero no es un clorotolueno.
- Datos: Q906429
- Multimedia: Chlorotoluene / Q906429